# Eutima modesta
Eutima modesta is een hydroïdpoliep uit de familie Eirenidae. De poliep komt uit het geslacht Eutima. Eutima modesta werd in 1909 voor het eerst wetenschappelijk beschreven door Hartlaub. 